# Нижняя Акберда
Нижняя Акберда (баш. Түбәнге Аҡбирҙе) — деревня в Зианчуринском районе Республики Башкортостан Российской Федерации. Входит в состав Муйнакского сельсовета.

## География

### Географическое положение
Находится на реке Акберда.
Расстояние до:
- районного центра (Исянгулово): 32 км,
- центра сельсовета (Верхний Муйнак): 4 км,
- ближайшей ж/д станции (Саракташ): 60 км.

## Население
| 1939 | 1959 | 1970 | 1979 | 1989 | 2002 | 2009 |
| ---- | ---- | ---- | ---- | ---- | ---- | ---- |
| 756  | ↘414 | ↘317 | ↘258 | ↘156 | ↗170 | ↗173 |
| 2010 |      |      |      |      |      |      |
| ↘127 |      |      |      |      |      |      |

Национальный состав
Согласно переписи 2002 года, преобладающие национальности — русские (50 %), башкиры (48 %).